# La Tropicale Amissa Bongo 2020
De 15e editie van de wielerwedstrijd La Tropicale Amissa Bongo (ook wel Ronde van Gabon genoemd) vond plaats van 20 tot en met 26 januari 2020. Startplaats was Bitam en de hoofdstad Libreville was de finishplaats. De ronde is een van de koersen op de UCI Africa Tour-kalender van 2020, in de wedstrijdcategorie 2.1. De titelhouder, de Italiaan Niccolò Bonifazio die deze editie niet deelnam, werd opgevolgd door de Fransman Jordan Levasseur.

## Deelname
Er gingen een UCI World Tour-ploeg, twee UCI ProTeams, vier continentale teams en acht landenteams van start met elk zes renners wat het totaal op 90 deelnemers bracht.
| WorldTour / ProTeam                                   | Continentaal                                                                                   | Landenteams                         | Landenteams                       |
| ----------------------------------------------------- | ---------------------------------------------------------------------------------------------- | ----------------------------------- | --------------------------------- |
| Cofidis NIPPO DELKO One Provence Total Direct Énergie | BAI-Sicasal-Petro de Luanda Dukla Banská Bystrica Natura4Ever-Roubaix-Lille Métropole ProTouch | Algerije Burkina Faso Eritrea Gabon | Ivoorkust Kameroen Marokko Rwanda |

## Etappe-overzicht
| Etappe | Datum      | Start       | Finish      | Afstand | Winnaar            | Klassementsleider  |
| ------ | ---------- | ----------- | ----------- | ------- | ------------------ | ------------------ |
| 1e     | 20 januari | Bitam       | Ebolowa     | 149 km  | Attilio Viviani    | Attilio Viviani    |
| 2e     | 21 januari | Bitam       | Oyem        | 107 km  | Natnael Tesfatsion | Natnael Tesfatsion |
| 3e     | 22 januari | Mitzic      | Ndjolé      | 186 km  | Biniam Girmay      | Natnael Tesfatsion |
| 4e     | 23 januari | Lambaréné   | Mouila      | 190 km  | Clovis Kamzong     | Natnael Tesfatsion |
| 5e     | 24 januari | Lambaréné   | Kango       | 143 km  | Youcef Reguigui    | Natnael Tesfatsion |
| 6e     | 25 januari | Port-Gentil | Port-Gentil | 127 km  | Biniam Girmay      | Natnael Tesfatsion |
| 7e     | 26 januari | Nkok        | Libreville  | 132 km  | Lorrenzo Manzin    | Jordan Levasseur   |

## Eindklassementen
| Plaats    | Naam                 | Ploeg                               | Tijd      |
| --------- | -------------------- | ----------------------------------- | --------- |
| Gele trui | Jordan Levasseur     | Natura4Ever-Roubaix-Lille Métropole | 22u22'23" |
| 2         | Natnael Tesfatsion   | Eritrea                             | +01"      |
| 3         | Emmanuel Morin       | Cofidis                             | +04"      |
| 4         | Youcef Reguigui      | Algerije                            | +06"      |
| 5         | Henok Mulubrhan      | Eritrea                             | +11"      |
| 6         | Jérémy Cabot         | Total Direct Energie                | +16"      |
| 7         | Carlos Oyarzún       | BAI-Sicasal-Petro de Luanda         | z.t.      |
| 8         | Damien Gaudin        | Total Direct Energie                | +20"      |
| 9         | Azzedine Lagab       | Algerije                            | +24"      |
| 10        | Ramūnas Navardauskas | NIPPO DELKO One Provence            | +27"      |
|           |                      |                                     |           |
| 28        | Emiel Vermeulen      | Natura4Ever-Roubaix-Lille Métropole | +11'23"   |

| Plaats    | Naam            | Ploeg                               | Punten |
| --------- | --------------- | ----------------------------------- | ------ |
| Roze trui | Biniam Girmay   | Eritrea                             | 144    |
| 2         | Youcef Reguigui | Algerije                            | 140    |
| 3         | Emmanuel Morin  | Cofidis                             | 134    |
|           |                 |                                     |        |
| 29        | Emiel Vermeulen | Natura4Ever-Roubaix-Lille Métropole | 15     |

| Plaats      | Naam          | Ploeg        | Punten |
| ----------- | ------------- | ------------ | ------ |
| Groene trui | Dawit Yemane  | Eritrea      | 17     |
| 2           | Paul Daumont  | Burkina Faso | 11     |
| 3           | Oussama Khafi | Marokko      | 8      |

| Plaats     | Naam               | Ploeg   | Tijd      |
| ---------- | ------------------ | ------- | --------- |
| Witte trui | Natnael Tesfatsion | Eritrea | 22u22'24" |
| 2          | Henok Mulubrhan    | Eritrea | +10"      |
| 3          | Dawit Yemane       | Eritrea | +52"      |

| Plaats | Ploeg   | Tijd      |
| ------ | ------- | --------- |
| 1      | Rwanda  | 67u06'26" |
| 2      | Eritrea | + 2'25"   |
| 3      | Cofidis | + 4'37"   |

## Klassementenverloop
| Etappe       | Winnaar            | Algemeen klassement · | Sprintklassement · | Bergklassement · | Jongerenklassement · |
| ------------ | ------------------ | --------------------- | ------------------ | ---------------- | -------------------- |
| 1            | Attilio Viviani    | Attilio Viviani       | Attilio Viviani    | Dawit Yemane     | Attilio Viviani      |
| 2            | Natnael Tesfatsion | Natnael Tesfatsion    | Henok Mulubrhan    | Dawit Yemane     | Natnael Tesfatsion   |
| 3            | Biniam Girmay      | Natnael Tesfatsion    | Henok Mulubrhan    | Dawit Yemane     | Natnael Tesfatsion   |
| 4            | Clovis Kamzong     | Natnael Tesfatsion    | Henok Mulubrhan    | Dawit Yemane     | Natnael Tesfatsion   |
| 5            | Youcef Reguigui    | Natnael Tesfatsion    | Biniam Girmay      | Dawit Yemane     | Natnael Tesfatsion   |
| 6            | Biniam Girmay      | Natnael Tesfatsion    | Biniam Girmay      | Dawit Yemane     | Natnael Tesfatsion   |
| 7            | Lorrenzo Manzin    | Jordan Levasseur      | Biniam Girmay      | Dawit Yemane     | Natnael Tesfatsion   |
| 0Eindstanden | 0Eindstanden       | Jordan Levasseur      | Biniam Girmay      | Dawit Yemane     | Natnael Tesfatsion   |

2006 · 2007 · 2008 · 2009 · 2010 · 2011 · 2012 · 2013 · 2014 · 2015 · 2016 · 2017 · 2018 · 2019 · 2020 · 2023